# تصنيف كرة السلة على الكراسي المتحركة
تصنيف كرة السلة على الكراسي المتحركة هو النظام الذي يضمن تحقيق مستويات متساوية من المنافسة في الملعب، استنادًا إلى القدرة الوظيفية للاعبين. تشمل التصنيفات: لاعب بنقطة واحدة، لاعب بنقطتين، لاعب بثلاث نقاط، لاعب بأربع نقاط، ولاعب بأربع نقاط ونصف؛ وكلما ازدادت القدرة الوظيفية للاعب، ارتفع تصنيفه. يتم تصنيف هذه الرياضة بواسطة الاتحاد الدولي لكرة السلة على الكراسي المتحركة.

## تعريف
يلعب التصنيف دورًا حاسمًا في كرة السلة على الكراسي المتحركة، إذ يُستخدم مجموع نقاط اللاعبين لتحديد من يحق له التواجد في الملعب. التصنيفات هي: نقطة واحدة، نقطتان، ثلاث نقاط، أربع نقاط، وأربع نقاط ونصف. وكلما زادت النقاط، زادت القدرة الوظيفية للاعب. مع وجود خمسة لاعبين على أرض الملعب، لا يجب أن يتجاوز مجموع النقاط 14 نقطة. وقد تعرض نظام التصنيف هذا لانتقادات مستمرة من اللاعبين والمدربين والدوريات، الذين اعتبروه معقدًا للغاية، وتم توثيق هذه الانتقادات في أبحاث أكاديمية نُشرت في أعوام 1986، 1990، 1995، و1997.

## الحوكمة
يتولى الاتحاد الدولي لكرة السلة على الكراسي المتحركة مسؤولية تصنيف هذه الرياضة. مع اقتراب دورة الألعاب البارالمبية الصيفية لعام 2012، كان نظام التصنيف المعتمد يعود إلى سنة 2004، وقد أنشأته لجنة تصنيف اللاعبين التابعة للاتحاد الدولي للكرة الطائرة. في سنة 1999، قامت رابطة كرة السلة على الكراسي المتحركة الوطنية في الولايات المتحدة بوضع نظام تصنيف خاص بها، بعد اعتراضها على النظام الدولي الذي اعتبرته معقدًا جدًا، حيث اعتمدت على نظام يسمح بحد أقصى ثلاث نقاط لكل لاعب. تاريخيًا، كانت العلاقة بين الاتحاد الدولي لكرة السلة والاتحاد الدولي لكرة السلة على الكراسي المتحركة وثيقة وجيدة، غير أن الاتحاد الدولي للعبة سعى إلى الحفاظ على استقلاليته الإدارية.

## الأهلية
اعتبارًا من عام 2012، يُسمح للأشخاص ذوي الإعاقات الجسدية بالتنافس في هذه الرياضة. لكي يكون المتنافسون مؤهلين للعب كرة السلة على الكراسي المتحركة، يجب أن يكون لديهم قيود جسدية تمنعهم من القدرة على "الجري أو الدوران أو القفز بسرعة ومع التحكم والسلامة والاستقرار والقدرة على التحمل للاعب غير المعاق؛ وأن يكون لديهم إعاقة جسدية دائمة في الطرف السفلي يمكن التحقق منها بشكل موضوعي من خلال التحقيقات الطبية أو شبه الطبية المعترف بها مثل القياس والأشعة السينية والتصوير المقطعي المحوسب والتصوير بالرنين المغناطيسي وما إلى ذلك." يُسمح للمتنافسين الذين بتر الجزء السفلي من الساق بالمشاركة في رياضة الكراسي المتحركة باتباع قواعد التصنيف الخاصة بهم بناءً على الحركة الوظيفية.

## التاريخ

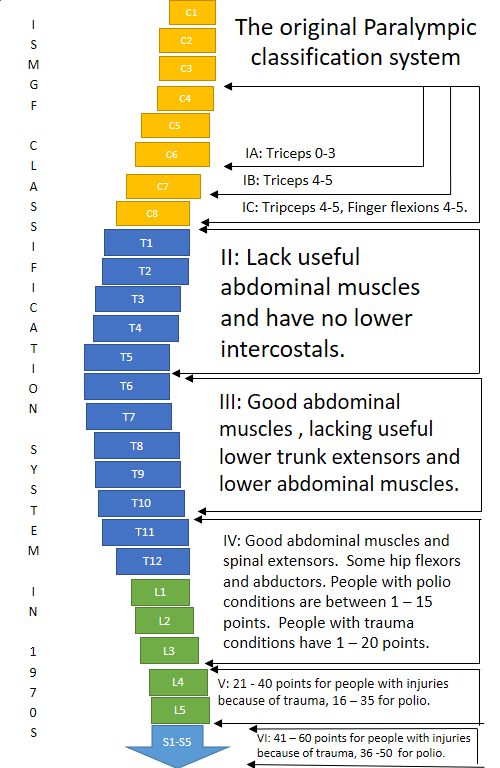
نظام تصنيف ISMGF الأصلي المستخدم في الألعاب البارالمبية المبكرة.

كان التصنيف المبكر للرياضة يتم عبر ISMGF بنظام طبي مؤلف من ثلاث فئات. كان أول نظام تصنيف لكرة السلة على الكراسي المتحركة عام 1966 يتضمن خمس فئات: A، B، C، D، S، حيث كانت الفئات تمنح نقاطًا مختلفة: فئة A نقطة واحدة، وفئتا B وC نقطتين، وفئتا D وS ثلاث نقاط. وكان الفريق قادرًا على تسجيل 12 نقطة كحد أقصى على أرض الملعب. وقد طُبق هذا النظام في دورة الألعاب البارالمبية الصيفية لعام 1968. وُصفت الفئات بحسب مدى اكتمال إصابات الحبل الشوكي أو شلل ذيل الفرس.خلال سبعينيات القرن العشرين، دار نقاش واسع في مجتمع رياضات ذوي الإعاقة حول جدوى النظام الطبي مقارنة بالنظام الوظيفي. رغم المشاعر القوية حيال الموضوع، لم تُجر تغييرات كبيرة على أنظمة التصنيف القائمة آنذاك.
بين عامي 1969 و1973، تم استخدام نظام تصنيف وضعه الدكتور الأسترالي بيدويل لتصنيف المصابين بالشلل النصفي غير الكامل. اعتمد هذا النظام على بعض اختبارات العضلات لتحديد الفئة المناسبة لكل مصاب، مستخدمًا نظام نقاط مستندًا إلى تصنيف ISMGF.
كانت الفئات IA وIB وIC تمنح نقطة واحدة لكل منها. كما كانت الفئة الثانية، التي تشمل المصابين بآفات بين الفقرات T1 وT5 مع وجود خلل في التوازن، تستحق أيضًا نقطة واحدة. أما الفئة الثالثة، التي تضم المصابين بآفات بين T6 وT10 ممن يتمتعون بتوازن معتدل، فكانت تمنح نقطة واحدة كذلك.
الفئة الرابعة خُصصت للمصابين بآفات بين T11 وL3 الذين يمتلكون عضلات جذع قوية، وكانوا يحصلون على نقطتين. في حين أن الفئة الخامسة كانت تشمل المصابين بآفات في الفقرات القطنية الرابعة والخامسة (L4-L5) مع عضلات ساق جيدة، وكذلك المصابين بآفات بين S1 وS4 مع عضلات ساق قوية. كانت الفئتان الرابعة والخامسة تستحقان ثلاث نقاط لكل منهما.
لتحديد ما إذا كان المصاب ينتمي للفئة الرابعة أو الخامسة، كان يتم استخدام اختبار العضلات "دانييلز/ورثينجتون". أما الأشخاص الذين حصلوا على مجموع نقاط يتراوح بين 61 و80 نقطة في هذا الاختبار، فلم يكونوا مؤهلين للمشاركة. وكان الحد الأقصى المسموح به لمجموع نقاط الفريق على أرض الملعب هو 11 نقطة.
في ستينيات وسبعينيات القرن العشرين، لوحظت حالات غش ضمن تصنيف ISMGF، سواء في السباحة أو في كرة السلة على الكراسي المتحركة، حيث بدت بعض التصنيفات الطبية للرياضيين تعسفية، مما أفضى إلى نتائج تبدو عشوائية. طالبت الفرق المتضررة بإصلاح النظام، وكان فريقا ألمانيا للرجال والنساء من أوائل الفرق التي اختبرت أنظمة تصنيف جديدة من تطوير هورست ستروخكيندل بكولونيا. بدأ هذا الجهد عام 1974 وخلص إلى تقرير نهائي سنة 1978، لكن ISMGF لم يُجرِ تغييرات فورية استنادًا إليه.

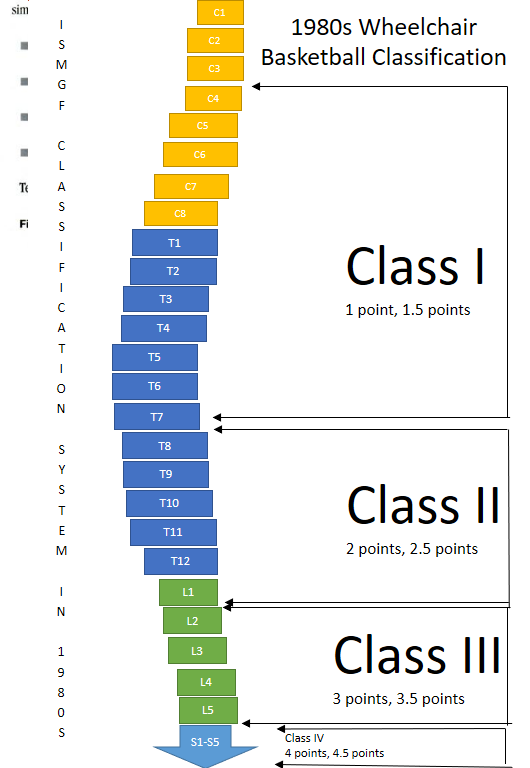
كان نظام تصنيف كرة السلة على الكراسي المتحركة المستخدم خلال الثمانينيات وظيفيًا في الغالب، لكنه كان يحتوي على عناصر تعتمد على الآفات الطبية كدليل إرشادي. تم السماح بحد أقصى 14 نقطة على أرض الملعب في أي وقت.

كانت كرة السلة على الكراسي المتحركة أول رياضة للأشخاص ذوي الإعاقة تستخدم نظام تصنيف وظيفي بدلاً من نظام التصنيف الطبي. بدأت التجارب المبكرة مع هذا النوع من نظام التصنيف في كرة السلة خلال ثمانينيات القرن العشرين. في عام 1982، انتقلت رياضة كرة السلة على الكراسي المتحركة أخيرًا إلى نظام تصنيف وظيفي دولي. في حين أن النظام الطبي التقليدي الذي يحدد مكان إصابة الحبل الشوكي يمكن أن يكون جزءًا من التصنيف، إلا أنه كان مجرد مكون استشاري واحد. تم استخدام النظام لأول مرة في بطولة الكأس الذهبية عام 1983. في ذلك الوقت، كان هناك أربع فئات لهذه الرياضة. وأظهرت المنافسة أن المصنفين الطبيين التابعين لـ ISMGF واجهوا مشاكل في وضع اللاعبين بشكل صحيح في الفئات التي تمثل قدراتهم على أفضل وجه. لقد عمل النظام الجديد على زيادة ثقة اللاعبين وتقليل الانتقادات الموجهة لنظام التصنيف فيما يتعلق باتهامات تصنيف اللاعبين بشكل غير صحيح. تم تطوير نظام التصنيف الوظيفي المستخدم في بطولة الكأس الذهبية لعام 1983 من قبل هورست ستروخكيندل ومقره في كولونيا. هذا النظام هو النظام الذي تم استخدامه باستمرار في المجتمع الدولي منذ ذلك الحين. وقد تم استخدامه لاحقًا في دورة الألعاب العالمية للمعاقين عام 1984 في إنجلترا. كما أدى إدخال نظام التصنيف الوظيفي إلى تمكين اللاعبين مبتوري الأطراف من المشاركة في هذه الرياضة لأول مرة. على الرغم من أن النظام كان موجودًا في الوقت المناسب لدورة الألعاب البارالمبية الصيفية لعامي 1984 و1988، فقد تم اتخاذ قرار بتأخير استخدامه في دورة الألعاب البارالمبية حتى عام 1992، حيث تم استخدامه لأول مرة. وكان هذا جزئيا نتيجة للصراع بين ISMGF الأوسع نطاقا واللجنة الفرعية لكرة السلة على الكراسي المتحركة. عارضت ISMGF إلى حد ما الانتقال الكامل إلى نظام تصنيف وظيفي للرياضة. ولم يتم حل هذا الصراع رسميًا حتى عام 1986، عندما هدد الرجال والنساء في الولايات المتحدة بمقاطعة البطولات الكبرى ما لم يتم تنفيذ النظام الوظيفي بالكامل.
في عام 1992، تولت اللجنة البارالمبية الدولية رسميًا مسؤولية إدارة الرياضة الخاصة بالإعاقة وأشرفت على أنظمة التصنيف كجزء من مراجعة أي رياضة تسعى إلى الحصول على اعتراف اللجنة البارالمبية الدولية. وقد رأى بعض المدافعين عن الرياضة للأشخاص ذوي الإعاقة، مثل هورست ستروخكيندل، أن النقاش حول إدراج المنافسين في مسابقات الأشخاص ذوي الإعاقة يمثل عقبة أمام تطوير نظام تصنيف مستقل لا يعتمد على قواعد الرياضة للأشخاص ذوي الإعاقة. انتهت هذه الجهود بحلول عام 1993 عندما حاولت اللجنة البارالمبية الدولية تحديد هويتها الخاصة وتوقفت إلى حد كبير عن الجهود الرامية إلى إدراج الرياضة الخاصة بالإعاقة في البرنامج الأولمبي. كانت الألعاب هي الألعاب الأولى التي تنافس فيها لاعبو كرة السلة من مختلف أنواع الإعاقات ضد بعضهم البعض، وكان للاعبي كرة السلة الحق المضمون في استئناف تصنيفهم.
بسبب صعوبة تحديد الوظائف بشكل موضوعي خلال دورة ألعاب برشلونة، قررت اللجنة البارالمبية الدولية تطوير نظام تصنيف جديد عام 2003، دخل حيز التنفيذ سنة 2007. اعتمد النظام الجديد على معايير ضعف القوة العضلية، نقص الأطراف، فرق طول الساقين، القامة، إضافة إلى تقييمات لضعف البصر والضعف العقلي.

## الرياضة
أحيانًا لا يتناسب اللاعبون بسهولة مع تصنيفات النقاط الكاملة التقليدية، ولهذا السبب يتم تصنيف بعضهم بنصف نقطة، مثل 1.5 أو 2.5 أو 3.5 نقطة. ومع ذلك، لا يُنصح بأن يُمنح اللاعبون تصنيف نصف نقطة كتصنيف أولي عند تقييمهم للمرة الأولى.
من حيث الأداء، يتمتع لاعبو الأربع نقاط بسرعة أكبر في تحريك كراسيهم المتحركة مقارنةً بلاعبي النقطة الواحدة. كذلك، توجد فجوة كبيرة في القدرة الخاصة على التحمل بين لاعبي النقطتين ولاعبي الثلاث والأربع نقاط، إذ يتمتع لاعبو النقطتين بقدرة أقل. أما في اختبارات التحمل العامة، فالفروق بين التصنيفات المختلفة تكاد تكون طفيفة.
كما أن اختبار خفة الحركة المغلف لا يظهر فروقًا كبيرة بين جميع فئات النقاط.
في سياق اللعب، يسرق لاعبو الأربع نقاط الكرة بمعدل ثلاثة أضعاف مقارنةً بلاعبي النقطة الواحدة، ولديهم أيضًا أعلى معدل للكرات المرتدة بفضل ميزاتهم التنافسية تحت السلة، مثل الطول والاستقرار والقوة. ومع ذلك، يفقد لاعبو الأربع نقاط الكرة بمعدل أعلى من لاعبي النقطة الواحدة.
أما من حيث التعامل مع الكرة، فإن لاعبي النقطة الواحدة والنقطتين هم الأقل مشاركة في هذا الجانب أثناء المباريات.
نظرًا لأن الحد الأقصى لإجمالي النقاط المسموح بها على أرض الملعب هو 14 نقطة في أي وقت، يمكن للفرق أن توزع نقاطها بطريقة تختلف بحسب متطلبات سير المباراة.
فعلى سبيل المثال، قد يعتمد الفريق على ثلاثة لاعبين مصنفين بـ4 نقاط ولاعبين من فئة النقطة الواحدة، بحيث يؤدي اللاعبون ذوو التصنيف المنخفض دور إعداد الشاشات، بينما يتولى اللاعبون الأعلى تصنيفًا مهمة صناعة التسديدات ومحاولة استعادة التقدم في المباراة.
وفي المقابل، قد تفضل بعض الفرق توزيع نقاطها بشكل أكثر توازنًا، مما يمنحها قدرة أكبر على الحركة والتحكم بالكرة خلال اللعب.

## العملية
يتم التعامل مع طلبات الاستئناف المتعلقة بالتصنيف من قِبل الاتحاد الدولي لكرة السلة على الكراسي المتحركة.
خلال عملية التصنيف، يُطلب من اللاعب اقتراح التصنيف الذي يعتقد أنه يناسب حالته. بعد تثبيت التصنيف، لا يمكن تعديله إلا إذا اتفق جميع المصنفين المعنيين بالإجماع على ذلك.
على المستوى الوطني، تتولى اللجان البارالمبية الوطنية مسؤولية تصنيف المشاركين في معظم البلدان.
وفي أستراليا، يتولى الاتحاد الرياضي الوطني إدارة رياضة كرة السلة على الكراسي المتحركة والتصنيف الخاص بها، بدعم من اللجنة البارالمبية الأسترالية.
تتوفر للرياضيين الأستراليين ثلاثة أنواع من التصنيف: التصنيف المؤقت، المخصص للمسابقات على مستوى الأندية؛ التصنيف الوطني، المعتمد للمسابقات على مستوى الولايات والدولة؛ والتصنيف الدولي، الذي يستخدم في البطولات والمنافسات العالمية.

## الألعاب البارالمبية
في دورة الألعاب البارالمبية الصيفية لعام 1960 في روما، كان الرياضيون المصنفون على الكراسي المتحركة فقط مؤهلين للمنافسة في رياضة كرة السلة على الكراسي المتحركة.
بحلول دورة الألعاب البارالمبية الصيفية لعام 1992، توسعت المشاركة لتشمل رياضيين من ذوي الإعاقات الأخرى، مثل مبتوري الأطراف والمصابين بالشلل الدماغي، حيث أصبح التصنيف يتم من خلال هيئة مستقلة، ويعتمد على القدرات الوظيفية للرياضيين. جرى التصنيف العام والوظيفي في القرية البارالمبية، المبنى 2، خلال الفترة من 29 إلى 31 آب.
في دورة الألعاب البارالمبية الصيفية لعام 2000، تم إجراء 23 تقييمًا تصنيفيًا، نتج عنها سبعة تغييرات في الفئات التصنيفية. كما قُدمت خمس احتجاجات من قبل خدمة دعم التصنيف (PPS)، وتم تأييد جميع التصنيفات الأصلية.
بالنسبة لكرة السلة على الكراسي المتحركة في نفس الدورة، قُدمت أربعة طعون تصنيفية شملت رياضيين اثنين، وأسفرت عن تغييرين في التصنيف.
في دورة الألعاب البارالمبية الصيفية لعام 2016 في ريو دي جانيرو، تبنت اللجنة البارالمبية الدولية سياسة "تصنيف صفر" خلال الألعاب، والتي تم تطبيقها ابتداءً من عام 2014. هدفت هذه السياسة إلى تجنب أي تغييرات تصنيفية متأخرة قد تؤثر على استعدادات الرياضيين. كان مطلوبًا من جميع الرياضيين الحصول على تصنيف دولي مؤكد قبل بدء الألعاب، مع النظر في الاستثناءات على أساس كل حالة على حدة.
في حال الحاجة الملحة للتصنيف أو إعادة التصنيف خلال الألعاب، تم تحديد مواعيد تصنيف كرة السلة على الكراسي المتحركة بين 4 و6 أيلول في صالة كريوكا.

## المستقبل
في المستقبل، تسعى اللجنة البارالمبية الدولية، الهيئة الرئيسية المعنية بتصنيف الرياضات الخاصة، إلى تحسين نظام التصنيف ليعتمد على الأدلة بدلاً من الأداء. الهدف من هذا التحول هو تجنب معاقبة الرياضيين النخبة الذين قد يظهر أداؤهم في فئة أعلى، حيث يتنافسون مع الرياضيين الذين قد لا يكون لديهم نفس مستوى التدريب.